# Société régionale de transport de Kairouan
La Société régionale de transport de Kairouan (arabe : الشركة الجهوية للنقل بالقيروان) ou SORETRAK est une entreprise publique tunisienne dont l'activité est d'assurer le transport de voyageurs par autobus dans la région du gouvernorat de Kairouan.
Elle assure la liaison entre ces régions et d'autres gouvernorats du pays par le biais de lignes quotidiennes régulières.